# مسجد خالدی لنگه
مسجد خالدی لنگه معروف به  مسجد خالدی سلطان العلما ، واقع در بخش مرکزی شهرستان بندر لنگه و از نقاط دیدنی استان هرمزگان در جنوب ایران است.
«مسجد خالدی سلطان العلما» (بندر لنگه)، این بنا در محله بلوکی بندر لنگه واقع شده و بنای اولیه آن از آثار دورهٔ زندیه است که در دوره اخیر بازسازی شده و گسترش یافته‌است.
در مجاورت مسجد مدرسه علوم دینی سلطان العلما تأسیس سال ۱۳۳۶ هجری قمری، ویژه اهل سنت واقع شده‌است. بنای مسجد بر روی سطح مرتفع تری از زمین‌های اطراف ساخته شده و مشتمل بر صحن شبستان و ایوان‌های ستون‌دار است. ورودی صحن مسجد از جبهه خاوری است و در آن آب‌انبار (برکه) و حوض جهت وضو تعبیه شده‌است. مسجد دارای محراب و منبری مجلل با تزیینات و اکلیل گچبری است. شبستان مسجد دارای دو ستون اصلی در میانه و دو نیم ستون در میانه اضلاع شمالی و جنوبی است. پوشش مسطح تیر و چوبی این شبستان بر روی ستون‌های میانی و جرزهای کناری قرار گرفته‌است. تزیینات منحصر به آرایه‌های گچی است. در جبهه جنوب شرقی حیاط اصلی مسجد مأذنه‌ای ساخته شده‌است.